# 伊達篤郎
伊達 篤郎（だて とくろう、1911年 - 2007年）は、日本山岳協会最高顧問、仙台藩士会会長、瑞鳳殿顧問。伊達政宗の末裔（藩主一門分家の岩出山伊達家出身）。

## 来歴
宮城県大崎市岩出山に生まれる。大崎市立岩出山中学校、宮城県古川高等学校、東京高等工学校（現・芝浦工業大学）卒業。宮城県庁、仙台市役所勤務を経て、1968年仙台市博物館館長となる。1974年から瑞鳳殿再建期成会事務局長を務め、第二代・第三代の霊廟再建に当たる。1986年より財団法人瑞鳳殿顧問を務めた。
1972年藍綬褒章受章。

## 著書
- 移封転進（塩竃神社社務所）
- 元服・父輝宗の死 （塩竃神社社務所）
- 誕生から失明まで（東北の進路）
- 独眼竜政宗と生涯（東北の進路）
- 伊達政宗教導の師　虎哉宗己
- 追悼 伊達篤郎さん（板橋元一）日本山岳会